# Константин Бозвелиев
Константин Тенев Бозвелиев е български политик, един от лидерите на Българската работническа социалдемократическа партия (широки социалисти).

## Биография
Константин Бозвелиев е роден през 1862 година в Цариград, столицата на Османската империя. Син е на Теньо Бозвели, любознателен еснаф – тютюнджия от рода на Неофит Хилендарски Бозвели. Основното си образование получава в Казанлък. След Освобождението е пощенски раздавач, стражар в жандармерията, просбописец и секретар на Казанлъшката община. В 1889 – 1890 година основава първия социалистически кръжок в Казанлък. Взима участие в Учредителния конгрес на БСДП в 1891 година, където е сред опонентите на Димитър Благоев. През 1900 г. е един от основателите на потребителна кооперация „Братство“. През периода 1908 – 1911 г. и по-късно е кмет на гр. Казанлък. От 1913 г. в продължение на 14 години е народен представител. Депутат е в XVI, XVII, XVIII и XXI обикновено народно събрание. След преврата през 1934 г. постепенно се оттегля от активна политическа дейност.
Бозвелиев сътрудничи на множество кооперативни и социалдемократически периодични издания – сборник „Социалдемократ“ (1892 – 1893 г.), списание „Кооперативно дело“ (1924 – 1943 г.), списание „Червена трибуна“ (1928 – 1934 г.), списание „Кооперативно движение“ (1936 – 1944 г.) и други. През 1894 г. е съосновател и редактор на вестник „Селски глас“ (1894 -1895 г.) – първият български социалдемократически вестник, предназначен за селото. Автор е на книгите: „Какво искаме ние социалистите“, „Обяснение на програмата на Българската работническа социалдемократическа партия – обединена“ (1919 г.), „Програма на работническата социалдемократическа партия за общинските и окръжните съвети. Обяснена и мотивирана“ (1919 г.), „Спомени, том І. До Освободителната война включително. 1868 -1878“ (1942 г.).

## Издания
- Спомени. Книга 1: До Освободителната война включително: 1868 – 1878. 1942, 228 стр.
- Моите спомени. Състав. и ред. Тихомир Тихов. София: Военноиздателски комплекс „Св. Георги Победоносец“, Университетско издаталство „Св. Климент Охридски“, 1993, 400 стр.